# Epidendrum magnoliae
Espèce
Statut CITES
Epidendrum magnoliae est une espèce d'orchidée du genre Epidendrum. C'est l'espèce de ce genre qui pousse le plus au nord dans la nature.

## Synonymes
- Larnandra magnolia (Muhl.) Raf. (1825)
- Epidendrum conopseum R.Br. (1813)
- Larnandra conopsea (R.Br.) Raf. (1837)
- Amphiglottis conopsea (R.Br.) Small (1933)
- Epidendrum conopseum var. mexicanum L.O. Williams (1951)
- Epidendrum magnoliae var. mexicanum (L.O. Williams) P.M.Br. (2000)